# ジャック・デンジャモンド

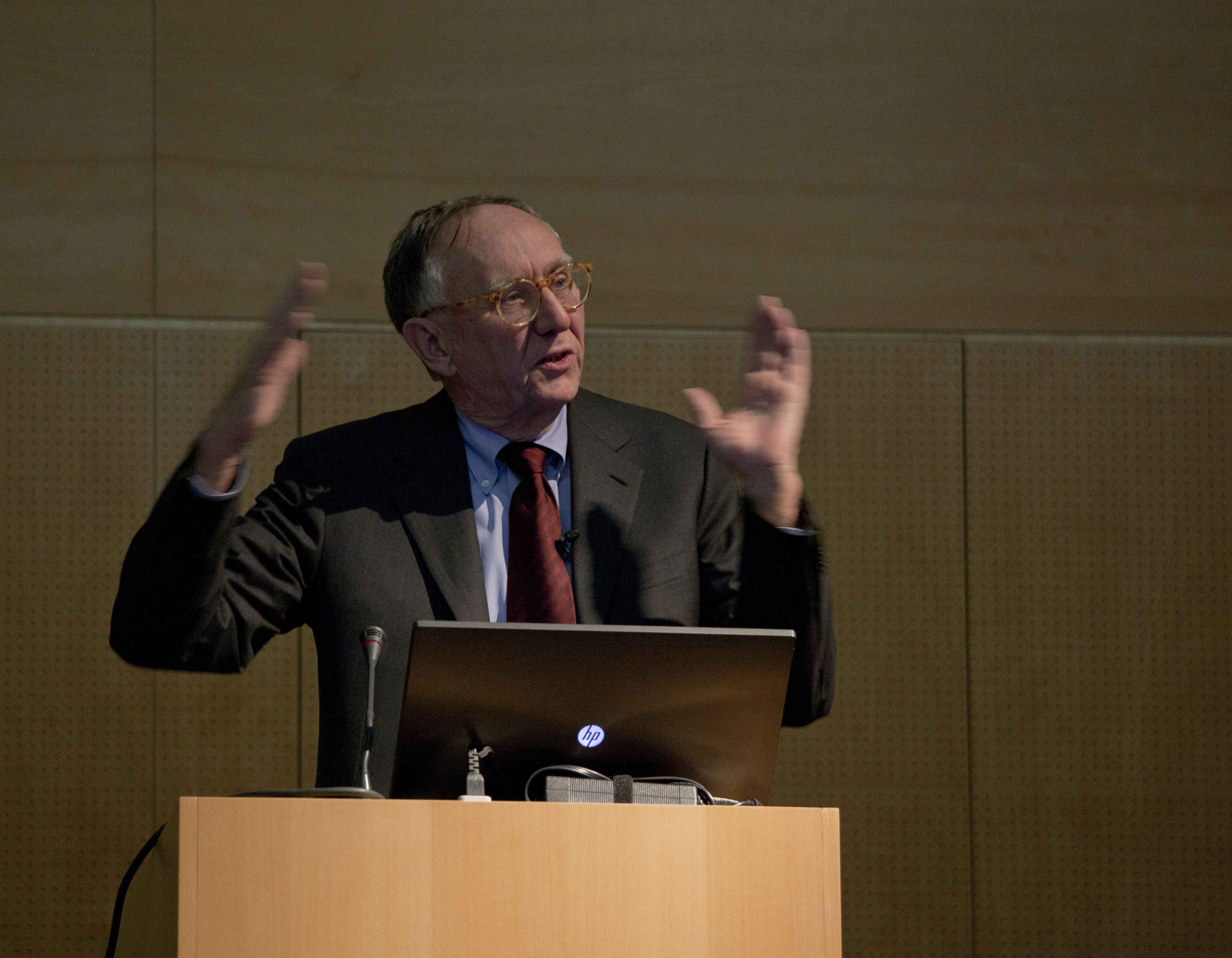
ジャック・デンジャモンド、2012年撮影。

ジャック・デンジャモンド（Jack Dangermond, 1945年 - ）は、アメリカ合衆国の実業家、環境科学者。1969年に妻ローラ (Laura) とともに、地理情報システム (GIS)ソフトウェアの会社Environmental Systems Research Institute（環境システム研究所：ESRI）を創設した。
デンジャモンドはESRIの創業者、社長であり、カリフォルニア州レッドランズのESRI本社を拠点に活動している。ESRIは、当初は土地利用分析を行なう目的で創設されたが、事業の中心はGISソフトウェアの開発へと展開し、1980年代はじめにARC/INFOを発表したことで脚光を帯びるようになった。ARC/INFOの開発と販売によって、ESRIはGISソフトウェアの業界で支配的なシェアを獲得した。今日、ESRIはGISソフトウェア開発にたずさわる企業としては世界で最も大きく、その主力商品であるArcGISは、かつてデンジャモンドが最初に取り組んだARC/INFOの開発以来の系譜を引くものである。

## 生い立ち
ジャック・デンジャモンドは、カリフォルニア州レッドランズで育った。両親はレッドランズで育苗施設を所有していた。 デンジャモンドは地元のレッドランズ高校 (Redlands High School) に学んだ。
デンジャモンドは、カリフォルニア州立理工大学ポモナ校 (California State Polytechnic University, Pomona (Cal Poly Pomona)) でランドスケープ・アーキテクチャーと環境科学を学んで卒業した。その後、ミネソタ大学に進んで都市計画を学び、建築学修士 (Master of Architecture) の学位を取得し、さらに1969年にはハーバード大学のデザイン大学院 (GSD)からランドスケープ・アーキテクチャーの修士号を得た。GSDのコンピュータグラフィックスおよび空間分析研究室 (Laboratory for Computer Graphics and Spatial Analysis, LCGSA) におけるデンジャモンドの初期の業績は、ESRIによるARC/INFO GISの開発に直結するものであった。デンジャモンドは、世界中の大学から、13の名誉学位を贈られている。

## 受賞と栄誉
デンジャモンドは、GISの手法、GISソフトウェアの市場、GIS技術研究や関連する分析手法などの開発に強い影響力を与えてきた。デンジャモンドは、その業績の大きな影響力を反映して、多数の賞を受賞しており、その中には、以下も含まれている。
- アメリカ地理学協会のカラム地理学メダル
- EduCauseの EDUCAUSE Medal
- 都市・地域情報システム学会 (the Urban and Regional Information Systems Association) のホーウッド賞 (Horwood Award)
- アメリカ地理学会のアンダーソン・メダル (Anderson Medal )
- アメリカ地質調査所のジョン・ウェズリー・パウエル賞 (John Wesley Powell Award)
- 国際地図学協会 (International Cartographic Association) のカール・マナーフェルト金メダル (Carl Mannerfelt Gold Medal)
- 王立地理学協会の金メダル（パトロンズ・メダル）(Gold Medal (RGS)) (2010年)[2]
- ナショナルジオグラフィック協会のアレクサンダー・グラハム・ベル・メダルを、ロジャー・トムリンソン (Roger Tomlinson) とともに受賞 (2010年)[3]